# Maj Lorents
Clara Maria (Maj) Heloisa Lorents, född Almquist den 15 januari 1896 i Hedvig Eleonora församling i Stockholm, död 13 november 1998 i Leksand, var en svensk översättare. Hon skrev också reportageboken England i krig 1940. Hon och maken Yngve Lorents var under andra världskriget engagerade i den antinazistiska Tisdagsklubben. Efter en ensam översättning 1925, följde hennes aktiva period som översättare under åren 1937 och 1971, med en sista översättning 1974. Hon översatte från engelska och italienska.

## Biografi
Maj Lorents var dotter till överdirektören Viktor Almquist och hans hustru Fanny, född Grafström. Hon gifte sig 1918 med journalisten och historikern Yngve Lorents (1887–1978). Makarna Lorents är begravda på Leksands kyrkogård.

## Översättningar
- Erins stora fackla: ur de iriska bardernas sånger och sägner (tolkade och utgiven av Maj Almquist Lorents, Geber, 1925)
- Margaret Mitchell: Borta med vinden (Gone with the wind) (Medén, 1937)
- Deras stora stund: krigets och vardagens hjältar berätta (Their finest hour) (Natur och kultur, 1942)
- Beverley Nichols: Liljornas lustgård (Merry Hall) (Natur och kultur, 1952)
- Laurens Van der Post: Kalahari: en förlorad värld (The lost world of the Kalahari) (Norstedt, 1959)
- Mikis Theodorakis: Att erövra friheten (Conquistare la libertà) (PAN/Norstedt, 1970)
- Edita Morris: Svälten (A happy day) (Gidlund, 1974)